# Іштії-Хем
Сільське поселення (сумон) Іштіі-Хем (рос. Иштии-Хем) входить до складу Улуг-Хемського кожууна Республіки Тива Російської Федерації. Адміністративний центр село Іштії-Хем. 

## Населення
Населення сумона станом на 1 січня року
| Рік    | 2011 | 2012 | 2013 | 2014 | 2015 |
| ------ | ---- | ---- | ---- | ---- | ---- |
| Насел. | 524  | 520  | 519  | 527  | 526  |